# Origin (album)
Origin (2006) is het zevende studioalbum van de Noorse progressieve metalgroep Borknagar. Het album werd uitgebracht op Century Media Records en is een speciaal album in de catalogus van de band omdat het een voornamelijk akoestische ode is aan hun invloeden. De stijl van het album kan ook omschreven worden als folkrock. Het nummer Oceans Rise is een akoestische versie van het gelijknamige nummer op het album The Archaic Course uit 1998.

## Tracklist
Alle nummers zijn geschreven door Øystein Garnes Brun, met uitzondering van White, geschreven door Lars Nedland.
1. Earth Imagery - 4:52
2. Grains - 3:42
3. Oceans Rise - 6:05
4. Signs - 1:17
5. White - 4:45
6. Cynosure - 2:55
7. The Human Nature - 4:48
8. Acclimation - 4:30
9. The Spirit of Nature - 3:00

## Medewerkers

### Muzikanten
- Andreas Hedlund - zang, keyboards
- Lars Nedland - keyboards, zang, piano, hammond
- Øystein Garnes Brun  - gitaar
- Asgeir Mickelson - drums, percussie

### Extra muzikanten
- Jan Erik Tiwaz - basgitaar
- Sareeta - viool
- Thomas Nilsson - cello
- Steinar Ofsdal - panfluit, fluit

### Overige
- Christophe Szpajdel - logo